# Диняно
Диня̀но (на италиански: Dignano; на фриулски: Dignan, Динян) е село и община в Северна Италия, провинция Удине, автономен регион Фриули-Венеция Джулия. Разположено е на 110 m надморска височина. Населението на общината е 2430 души (към 2010 г.).